# Isola di Prokof'ev
Isola di Prokof'ev (in russo остров Прокофьева) è un'isola della Russia nel mare di Okhotsk che fa parte dell'arcipelago delle isole Šantar. Amministrativamente appartiene al Tuguro-Čumikanskij rajon del kraj di Chabarovsk, nel Circondario federale dell'Estremo Oriente.
È stata scoperta nel 1829 dall'esploratore russo Prokofij Tarasovič Koz'min (П. Т. Козьмин, 1795-1851) che navigava per conto della Compagnia russo-americana e che le diede il nome di Ivan Vasil'evič Prokof'ev (Иван Васильевич Прокофьев), presidente del consiglio d'amministrazione della Compagnia dal 1827 al 1844.
L'isola si trova 7 km a est della punta nord-orientale di Bol'šoj Šantar: capo Severo-Vostočnyj (мыс Северо-Восточный). Misura circa 7 km di lunghezza per 4,5 m di larghezza; ha un'altezza di 638 m. Assieme ad altre isole dell'arcipelago è inclusa nella Riserva naturale statale «isole Shantar» (Национа́льный парк «Шанта́рские острова́»).